# 克伦尼军
克伦尼军（缩写：KA、KnA或KiA），是缅甸的一支少数民族地方武装，为克伦尼民族进步党的武装翼。其活动范围为克耶邦东部山区。
2012年3月7日，缅甸政府在联合国难民署、英国文化协会和仰光美国大使馆的国际观察员监督下与克伦尼军签署了停火协议。1995年签署了类似的停火协议，但在三个月内协议被终止。

## 历史
英国政府在1875年与缅甸国王敏東达成的条约中承认并保证了克伦尼土邦的独立，双方都承认该地区既不属于贡榜王朝（缅甸王国）也不属于大英帝国。因此，克伦尼土邦从未完全融入英属缅甸。1892年，当土著统治者同意接受英国政府的津贴时，克伦尼土邦被认为是英属缅甸的附属国。
1947年，《缅甸联邦宪法》宣布，三个克伦尼土邦合并为一个邦，称为克伦尼邦。如果邦的领导人对中央政府不满的话，可在10年后脱离联邦。1948年8月，克伦尼领导人U Bee Htu Re因反对将克伦尼邦纳入缅甸联邦而被亲中央政府的民兵暗杀。
自1957年以来，除了1995年的短暂停火之外，克伦尼军一直在与政府军作战，试图建立一个独立的克伦尼民族国家。 克伦尼军还与克耶新土地党（KNLP）、克伦尼民族人民解放阵线（KNPLF）等左翼团体进行了战斗，两者如今均与缅甸国防军结盟。该武装被指控招纳童兵，一份未被克伦尼军否认的声明称这些孩子自愿参军，因为他们的父母在克伦尼军和政府军之间的战斗中丧生。

## 旗帜
|  |  |  |